# Pinus tropicalis
Pinus tropicalis är en tallväxtart som beskrevs av Pierre Marie Arthur Morelet. Pinus tropicalis ingår i släktet tallar, och familjen tallväxter. IUCN kategoriserar arten globalt som livskraftig. Inga underarter finns listade i Catalogue of Life.

## Bildgalleri

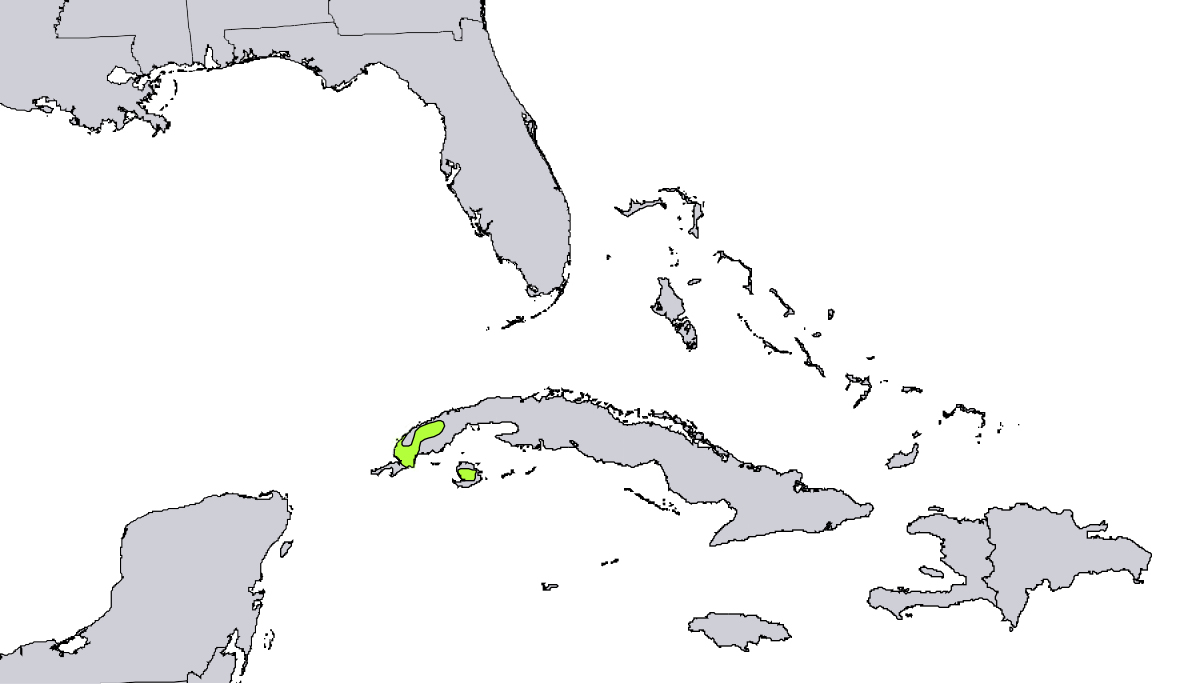